# Palpares venustus
Palpares venustus is een insect uit de familie van de mierenleeuwen (Myrmeleontidae), die tot de orde netvleugeligen (Neuroptera) behoort. 
Palpares venustus is voor het eerst wetenschappelijk beschreven door Hölzel in 1988.